# USS Cuttlefish (SS-171)
USS Cuttlefish (SC-5/SS-171) là một  tàu ngầm lớp Cachalot được Hải quân Hoa Kỳ chế tạo trong giai đoạn giữa hai cuộc thế chiến. Nó là chiếc tàu chiến thứ hai của Hải quân Hoa Kỳ được đặt cái tên này, theo tên loài mực nang. Nó đã phục vụ trong giai đoạn mở đầu của Chiến tranh Thế giới thứ hai, thực hiện được ba chuyến tuần tra trước khi được rút về làm nhiệm vụ huấn luyện cho đến khi chiến tranh kết thúc. Con tàu cuối cùng bị bán để tháo dỡ vào năm 1947. Cuttlefish được tặng thưởng hai Ngôi sao Chiến trận do thành tích phục vụ trong Thế Chiến II.

## Thiết kế và chế tạo
Cả hai chiếc trong lớp Cachalot là những tàu ngầm cỡ trung bình trong phạm vi giới hạn về kích cỡ mà Hiệp ước Hải quân London năm 1930 đặt ra. Một nghiên cứu rộng rãi được tiến hành nhằm xác định kích cỡ tàu ngầm tối ưu trong phạm vi giới hạn của hiệp ước và phù hợp với hoàn cảnh hoạt động tại Thái Bình Dương. Tuy nhiên việc giới hạn kích cỡ lại trở nên quá mức, làm cho những tàu ngầm lớp Cachalot bị giới hạn đáng kể tầm xa hoạt động. Vì vậy trong Thế Chiến II, sau khi có đủ số lượng tàu ngầm lớp Gato được đưa vào hoạt động, Cuttlefish được rút về làm nhiệm vụ huấn luyện.
Cuttlefish là chiếc tàu ngầm đầu tiên được đóng mới hoàn toàn tại xưởng đóng tàu mới của hãng Electric Boat tại Groton, Connecticut. Nó có đôi chút khác biệt về cách sắp xếp bên trong so với tàu chị em Cachalot, cũng như lần đầu tiên được trang bị điều hòa không khí trên một tàu ngầm Hoa Kỳ. Trong khi Xưởng hải quân Portsmouth đóng chiếc Cachalot bằng kết cấu đinh tán cho cả lườn trong và vỏ ngoài, Electric Boat đã áp dụng rộng rãi kỹ thuật hàn phần lớn vỏ ngoài và thùng nhiên liệu của Cuttlefish, giúp khắc phục vấn đề rò rỉ nhiên liệu. Nó được trang bị hai động cơ diesel M9Vu 40/46 hai thì 9-xy lanh do MAN thiết kế dẫn động trực tiếp công suất 1.535 hp (1.145 kW) mỗi chiếc. Một động cơ diesel MAN phụ hai thì công suất 330 kW (440 hp) vận hành máy phát điện dùng để nạp ắc quy hay tăng thêm tốc độ trên mặt nước. Giống như những chiếc V-boats khác, động cơ diesel thường xuyên gặp trục trặc, nên đến năm 1937-1938 chúng được thay bằng động cơ Winton GM 16-278 bốn thì 16-xy lanh công suất 1.600 hp (1.200 kW) mỗi chiếc.
Con tàu được đặt lườn vào ngày 7 tháng 10, 1931. Nó được hạ thủy như là chiếc V-9 (SC-5) vào ngày 21 tháng 11, 1933, được đỡ đầu bởi bà B. S. Bullard, và nhập biên chế cùng Hải quân Hoa Kỳ vào ngày 8 tháng 6, 1934 dưới quyền chỉ huy của Hạm trưởng, Thiếu tá Hải quân Charles W. Styer.

## Lịch sử hoạt động

### 1934 - 1941
Sau khi hoàn tất việc chạy thử máy huấn luyện tại vùng biển ngoài khơi New England, Cuttlefish khởi hành từ Căn cứ Tàu ngầm Hải quân New London tại New London, Connecticut vào ngày 15 tháng 5, 1935 để đi sang San Diego, California, đến nơi vào ngày 22 tháng 6. Nó gia nhập Lực lượng Tàu ngầm trực thuộc Hạm đội Hoa Kỳ, và cho đến năm 1937 đã hoạt động chủ yếu tại vùng bờ Tây Hoa Kỳ và vùng biển quần đảo Hawaii, tham gia các cuộc tập trận Vấn đề Hạm đội hàng năm, thực hành tác xạ ngư lôi và tiến hành huấn luyện chống tàu ngầm, thực tập chiến thuật và huấn luyện sonar. Nó lên đường vào vào ngày 28 tháng 6, 1937, để chuyển sang vùng bờ Đông, đi ngang qua kênh đào Panama, Miami, Florida và thành phố New York để đến Căn cứ Tàu ngầm Hải quân New London, đến nơi vào ngày 28 tháng 7.
Cuttlefish đã hoạt động thử nghiệm phóng ngư lôi cho Căn cứ Ngư lôi Newport và phục vụ huấn luyện sonar cùng những hoạt động khác cho Trường Tàu ngầm New London. Động cơ MAN gặp nhiều trục trặc kỹ thuật của nó được thay thế bằng kiểu động cơ General Motors Winton tại Xưởng hải quân New York vào giai đoạn 1937-1938.
Khởi hành từ thành phố New York vào ngày 22 tháng 10, 1938, Cuttlefish đi đến Coco Solo, nơi nó tiến hành lặn thử nghiệm cùng các hoạt động thực hành khác để huấn luyện thủy thủ đoàn tàu ngầm cho đến ngày 20 tháng 3, 1939. Lên đường để đi sang Xưởng hải quân Mare Island tại Vallejo, California, con tàu tiếp tục đi đến Trân Châu Cảng vào ngày 16 tháng 6 và đặt căn cứ tại đây cho các chuyến tuần tra. Nó có một chuyến đi đến khu vực Samoa thuộc Mỹ vào mùa Thu năm 1939 và đến vùng bờ Tây vào năm 1940.

### Thế Chiến II

#### Chuyến tuần tra thứ nhất
Cuttlefish đang được đại tu tại Xưởng hải quân Mare Island từ ngày 5 tháng 10, 1941 khi Hải quân Đế quốc Nhật Bản bất ngờ tấn công căn cứ Trân Châu Cảng vào ngày 7 tháng 12. Nó nhanh chóng hoàn tất công việc trong xưởng tàu và quay trở lại Trân Châu Cảng, rồi lên đường vào ngày 29 tháng 1, 1942 cho chuyến tuần tra đầu tiên trong chiến tranh. Con tàu đã tiến hành trinh sát hình ảnh đảo Marcus vào ngày 13 tháng 2 rồi sau đó tuần tra tại vùng biển quần đảo Bonin trước khi quay trở về căn cứ Midway vào ngày 24 tháng 3.

#### Chuyến tuần tra thứ hai
Sau khi được tái trang bị tại Midway và Trân Châu Cảng, Cuttlefish rời Midway vào ngày 2 tháng 5 cho chuyến tuần tra thứ hai. Từ ngày 18 đến ngày 24 tháng 5, nó hoạt động trinh sát hình ảnh Saipan và khu vực Bắc quần đảo Mariana. Vào ngày 19 tháng 5, nó tấn công một tàu tuần tra đối phương, và đang di chuyển để tấn công lần thứ hai thì bị phát hiện. Con tàu phải lặn sâu suốt bốn giờ để né tránh phản công bằng mìn sâu của đối phương. Khi chiếc tàu ngầm đối đầu với ba tàu khu trục Nhật Bản vào ngày 24 tháng 5, nó lại bị đối phương phản công quyết liệt; rồi sang ngày hôm sau nó bị máy bay đối phương bắt gặp đang khi di chuyển trên mặt nước, nhưng hai quả bom ném xuống đã không trúng đích. Nhận được tin tức tình báo về việc Hải quân Nhật Bản đang chuẩn bị tấn công, Cuttlefish được lệnh tuần tra ở vị trí khoảng 700 nmi (1.300 km) về phía Tây Midway, và đã canh phòng tại khu vực này vào lúc diễn ra Trận Midway từ ngày 4 đến ngày 6 tháng 6. Nó kết thúc chuyến tuần tra khi quay trở về Trân Châu Cảng vào ngày 15 tháng 6.

#### Chuyến tuần tra thứ ba
Khởi hành từ Midway vào ngày 29 tháng 7 cho chuyến tuần tra thứ ba tại vùng biển ngoài khơi chính quốc Nhật Bản, Cuttlefish tấn công một tàu khu trục vào ngày 18 tháng 8, và bị đối phương phản công bằng mìn sâu. Ba ngày sau đó, nó tấn công một đoàn tàu vận tải bằng một loạt ngư lôi, đánh trúng hai quả vào một tàu buôn và một quả vào một tàu hộ tống, nhưng không thể xác nhận kết quả. Đến ngày 5 tháng 9, nó lại phóng trúng ngư lôi vào một tàu chở dầu nhưng kết quả sau cùng không xác định. Nó kết thúc chuyến tuần tra khi quay trở về Trân Châu Cảng vào ngày 20 tháng 9.

#### 1943 - 1945
Do đã cũ gần mười năm mà lại không có đủ tầm xa để hoạt động hiệu quả tại Mặt trận Thái Bình Dương, Cuttlefish được rút về để đảm nhiệm vai trò huấn luyện tại Căn cứ Tàu ngầm Hải quân New London tại New London, Connecticut từ tháng 12, 1942 cho đến tháng 10, 1945. Vào ngày 8 tháng 12, 1944, nó bị hư hại nhẹ do va chạm với tàu hộ tống khu trục Bray (DE-709). Nó được cho xuất biên chế tại Xưởng hải quân Philadelphia ở Philadelphia, Pennsylvania vào ngày 24 tháng 10, 1945, rồi rút tên khỏi danh sách Đăng bạ Hải quân vào ngày 3 tháng 7, 1946. Con tàu cuối cùng bị bán để tháo dỡ vào ngày 12 tháng 2, 1947.

## Phần thưởng
Cuttlefish được tặng thưởng hai Ngôi sao Chiến trận do thành tích phục vụ trong Thế Chiến II.
|  |                           |  |
|  | Bronze star · Bronze star |  |

| Dãi băng Hoạt động Tác chiến  | Dãi băng Hoạt động Tác chiến                                            | Huân chương Phục vụ Phòng vệ Hoa Kỳ                                     | Huân chương Phục vụ Phòng vệ Hoa Kỳ  |
| Huân chương Chiến dịch Hoa Kỳ | Huân chương Chiến dịch Châu Á-Thái Bình Dương với 2 Ngôi sao Chiến trận | Huân chương Chiến dịch Châu Á-Thái Bình Dương với 2 Ngôi sao Chiến trận | Huân chương Chiến thắng Thế Chiến II |